# Xoridesopus annulicornis
Xoridesopus annulicornis là một loài tò vò trong họ Ichneumonidae.